# Djadjaemanch
Djadjaemanch, altägyptisch Djadja-em-anch, ist der Name eines fiktiven altägyptischen Zauberers, der in einer der fünf Sagen des Papyrus Westcar (Mittleres Reich) auftritt und gemäß der Erzählung am Hofe des Königs (Pharao) Snofru (4. Dynastie) ein Wunder vollbringt.

## Die literarische Person
Djadjaemanch erscheint nur in der dritten Geschichte des Papyrus Westcar – historisch oder gar archäologisch belegt ist er nicht. Allerdings ist diese literarische Figur für die Ägyptologie von großer Wichtigkeit, da sein im Papyrus geschilderter Zaubertrick mit der späteren Rezeption des Charakters des Königs Snofru zusammenhängt.

## Die Geschichte von Djadjaemanch
→ siehe Hauptartikel Papyrus Westcar.
Dem Papyrus zufolge wird Djadjaemanch von Snofru um Hilfe gebeten, nachdem bei einer Ruderfahrt auf dem See von Dahschur einer Schlagdame ein Amulett ins Wasser fällt und sie es unbedingt zurückhaben möchte. Daraufhin klappt Djadjaemanch mittels Zauberei den See regelrecht um, sodass er das Amulett trockenen Fußes bergen und der rechtmäßigen Besitzerin übergeben kann. Danach bringt er das Gewässer wieder in seine ursprüngliche Position zurück und wird von Snofru belohnt.

## Moderne Betrachtungen
Durch die Erzählung von Djadjaemanchs Wundertat wird Snofru als ungewöhnlich mildtätig und leutselig dargestellt. So spricht er zum Beispiel einen Untergebenen (nämlich Djadjaemanch) mit „mein Bruder“ an. Vergleichbares findet sich unter anderem in der Prophezeiung des Neferti. Adolf Erman und Verena Lepper bewerten die Erzählung als bissige Satire, in der ein Pharao als einfältiger Tor hingestellt wird, der sich mit oberflächlicher Unterhaltung abspeisen lässt und ein banales Problem mit einer kleinen Schlagdame nicht allein lösen kann. Der Autor der Geschichte des Djadjaemanch übt damit Kritik an einem ägyptischen Herrscher.